# John Dickinson
Pour les articles homonymes, voir John Dickinson (homonymie).
John Dickinson, né le 2 novembre 1732 dans le comté de Talbot (Maryland) et mort le 14 février 1808 à Wilmington (Delaware), est un avocat et homme politique américain. Il fut une grande figure de la révolution américaine, impliqué dans chaque débat de 1765 à 1789.

## Défenseur des intérêts de colons américains
La richesse de la famille de John Dickinson classait celui-ci dans la catégorie des "aristocrates" américains. Depuis la mort de son père en 1760, il était en effet devenu un des plus grands propriétaires terriens de Pennsylvanie. 
Il devint célèbre en menant la lutte contre le Stamp Act, imposition directe de la métropole anglaise sur les journaux, les actes juridiques, les cartes à jouer, etc. Après le retrait du Stamp Act par le Parlement britannique, il lutta contre les nouvelles mesures venues de Londres, qu'il jugeait dangereuses pour les libertés des colons.
Il écrivit Letters from a Farmer in Pennsylvania dans les années 1760, dans lesquelles il exposa les raisons du mécontentement des colons américains contre la métropole anglaise. La première lettre parut le 2 décembre 1767 dans le Pennsylvania Chronicle et alimenta la fronde antifiscale contre l'Angleterre. Mais Dickinson stigmatisa aussi l'égoïsme des colonies qui avaient réagi faiblement face aux mesures anglaises qu'il juge tyranniques, comme le Restraining Act, qui suspendait l'assemblée de New-York pour cause d'opposition à la politique britannique. Pour lui, l'égoïsme et l'indifférence étaient la cause de l'affaiblissement des libertés en Angleterre.
Ces lettres eurent un grand retentissement à cette époque. Elles furent éditées dans les villes des Treize colonies puis à Londres, Dublin, Amsterdam, etc. et reprises sous forme de brochure. John Dickinson pensait que l'intérêt privé avait plongé les Anglais dans une domestication et un abaissement de l'esprit.

## Partisan de la conciliation avec le Royaume-Uni
Lors du Second Congrès continental, John Dickinson représenta à la fois la Pennsylvanie et le Delaware. Il ne cessa de prôner la réconciliation jusqu'à la déclaration d'indépendance. La séparation lui apparaissait comme "un saut dans l'obscurité."
Le 8 juillet 1775, le Second Congrès continental envoie la fameuse « pétition du rameau d'olivier » au roi d’Angleterre, George III, qui la rejette.
En 1776, il refusa de voter en faveur de la Déclaration d'indépendance des États-Unis, qu'il jugeait prématurée. Il s'engagea cependant dès le lendemain dans l'armée révolutionnaire et fut officier de la milice pendant la guerre d'indépendance des États-Unis.

## Rédacteur de la première constitution américaine
En 1777, il écrit l'essentiel des Articles de la Confédération, premier texte constitutionnel du pays, avant d’être remplacés par la constitution actuelle adoptée en 1787. Il est fortement influencé par l'idée que la vertu publique est la garante du bien du public et par une méfiance envers le pouvoir exécutif.  Cette constitution attribua donc au congrès le pouvoir exclusif sur la guerre, les affaires étrangères, la politique monétaire. Mais pour ses ressources fiscales, le congrès dépendait en grande partie du bon vouloir des États. Rien n'était prévu pour que le congrès puisse faire prévaloir son autorité sur les États, tant la croyance en la vertu publique était grande. Il est élu à la Convention constituante de 1787.